# バイナリー兵器
バイナリー兵器（バイナリーへいき　Binary weapon）または二種混合型化学兵器は化学兵器の一種で、強い毒性をもつ化学物質自体の代わりに、毒性物質の前駆体となる二種類の化学物質が容器内に物理的に隔離された状態で同梱されている兵器である。 二種類の前駆体はこれらの混合の結果生成される毒性物質よりもはるかに毒性が低いように選ばれており、このためバイナリー兵器は運搬や保管が通常の化学兵器よりも容易である特徴をもつ。バイナリー兵器は使用されたとき、容器の中の二種の化学物質が混ざり化学反応を起こすことによって毒性物質を生成する。多くの場合、最終機構として、作られた毒性物質をエアロゾルとして散布する機構が備わっている。
バイナリー兵器に必要とされる化学物質の少なくとも一種は化学兵器禁止条約(CWC)のスケジュール1指定物質にされているため、条約によりバイナリー兵器の生産、使用、貯蔵は多くの国で禁止される。

## 事例

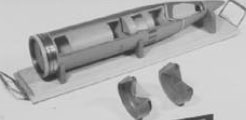
2液混合式M687 155mm砲弾

バイナリー兵器の一例としては、アメリカ軍が1970年代に開発したM687 155㎜砲弾がある。 M687は化学兵器砲弾であり、 メチルホスホニルジフルオリド (米軍事用語でDF と呼ばれる) と他の二種類の化学物質が容器内に隔壁に分けられた状態で砲弾内に同梱されている。この砲弾が発射されると、加速により隔壁が壊れ、化学物質どうしが混ざり、サリン神経ガスを生成する。
また、ミドルベリー国際大学院モントレー校の化学・生物兵器非拡散調査プログラムの責任者によると、金正男の死はVXガスのバイナリー兵器が使われた可能性があると述べている。この理由として、もし容疑者が直接VXを所有していたなら、VXの蒸気により死亡しているはずであるからと述べている。

アメリカ軍はVXガスを発生させる化学兵器砲弾としてXM736を研究していたが問題があり実用化されていない。
シリアにおける化学兵器廃棄の際は、バイナリー兵器の前駆物質も廃棄することが明確に決定されている。

## フィクションにおける扱い
クライトンの小説『サンディエゴの十二時間』（原題は「BINARY」、映画の邦題は「暗殺・サンディエゴの熱い日」）にて、バイナリーガスが扱われている。
TVシリーズデクスター 警察官は殺人鬼 シーズン6のエピソード10,11においてメチルホスホン酸ジフルオリドとイソプロピルアルコールによりサリンを生成するバイナリー兵器が描かれている。
2002年の映画トリプルXではソ連製の「サイレントナイト」と呼ばれる二種混合型兵器が登場する。同映画ではテロ組織「アナーキー99」とその首謀者ヨーギにより、サイレントナイトを太陽光発電を動力とした自動潜水艦「アーブ」からミサイルによって発射するという計画が描かれている。